# TNA Impact! Zone
TNA Impact! Zone (znana też jako iMPACT! zone) wywodząca się z wrestlingu nazwa dla Soundstage 21, czyli hali nagraniowej w Universal Studios Florida w Orlando na Florydzie. Pochodzi ona od cotygodniowej gali Total Nonstop Action Wrestling (TNA) Impact!, która jest nagrywana w tym miejscu.